# Голубятников, Святослав Николаевич
Святослав Николаевич Голубятников (род. 18 июля 1958 года) — российский военнослужащий, командир 3-го парашютно-десантного батальона 137-го гвардейского парашютно-десантного полка 106-й гвардейской воздушно-десантной дивизии, гвардии подполковник, Герой Российской Федерации.

## Биография
Родился 18 июля 1958 года в селе Татарка Шпаковского района Ставропольского края.
В 1975 году окончил Казанское суворовское военное училище, в 1979 году — Рязанское воздушно-десантное училище и в 1992 году — Военную академию имени М. В. Фрунзе.
С 1979 по 1999 годы занимал должности от командира парашютно-десантного взвода до заместителя командира парашютно-десантного полка.
Выполнял специальные задания в составе ограниченного контингента советских войск в Демократической Республике Афганистан, в Закавказье, Югославии и на Северном Кавказе.
Указом Президента РФ от 17 апреля 1995 года 378 за мужество и героизм, проявленные при наведении конституционного порядка в Чеченской Республике, гвардии подполковнику Голубятникову Святославу Николаевичу присвоено звание Героя Российской Федерации с вручением медали «Золотая Звезда».
С 1999 года в запасе.

## Награды
- медаль «Золотая Звезда» Героя России (17.04.1995; № 146).
- Два ордена Красной Звезды.
- Медали.